# Chinesische Augenheilkunde
Die chinesische Augenheilkunde bzw. chinesische Ophthalmologie (chinesisch 中医眼科学, Pinyin zhōngyī yǎnkē xué) ist ein Teilbereich der traditionellen chinesischen Medizin (TCM), in dem Erkrankungen der Augen mit chinesischer Arzneimitteltherapie, Akupunktur/Moxibustion, Tuina, chinesischer Diätetik und den chinesischen Bewegungstherapien (Qigong und Taijiquan) therapiert werden.
Erste Hinweise auf Augenerkrankungen und ihre Behandlung in China finden sich in Orakelinschriften auf Knochen und Schildkrötenpanzern, die auf die Shang- bzw. Yin-Dynastie (16. Jh. bis 1066 v. u. Z.) zu datieren sind.
Bedeutend für die chinesische Augenheilkunde ist das Werk „Raffiniertes und Subtiles aus dem Silbernen Meer“ (银海精微,  yínhǎi jīngwēi), das Ende der Yuan-Dynastie (1271–1368) von einem Unbekannten unter dem Namen von Sun Simiao verfasst wurde.
Eine Besonderheit der chinesischen Augenheilkunde stellen die „Fünf Räder“ (五轮,  wǔlún) und „Acht Wälle“ (八廓,  bākuò) dar, die anatomische Strukturen des Auges bezeichnen und jeweils im Zusammenhang mit bestimmten Funktionskreisen stehen. Aus Veränderungen der Fünf Räder und Acht Wälle kann auf Erkrankungen und die notwendige Therapie geschlossen werden.
In der modernen chinesischen Augenheilkunde werden sowohl in China als auch in westlichen Ländern Diagnosemethoden der westlichen Medizin (z. B. Spaltlampe) mit den Diagnosemethoden der chinesischen Medizin (z. B. Puls- und Zungendiagnose) kombiniert. Auf dieser Grundlage wird eine Symptomkonfiguration formuliert, die auf den Theorien der chinesischen Medizin basiert.
Von den Akupunkturpunkten sollen u. a. Bl1 (jingming 睛明, „Helle des Auges“) und Ma1 (chengqi 承泣, „Der Punkt, der die Struktivkraft aufnimmt“) einen speziellen Bezug zu Augenerkrankungen haben.
Unter den chinesischen Arzneimitteln soll z. B. Chrysanthemi flos (菊花,  júhuā) einen besonderen Bezug zu den Augen haben.
Im Laufe der Geschichte haben sich zahlreiche Qigong-Übungen entwickelt, die zu einer besseren Versorgung der Augen beitragen und damit Fehlsichtigkeiten wie Kurzsichtigkeit vorbeugen sollen (sog. „Augen-Qigong“). Solche Übungen werden an chinesischen Schulen regelmäßig praktiziert.
Augen-Qigong und Tuina gelten in der TCM als wichtige ergänzende Therapiemaßnahmen, um das Behandlungsergebnis nach Akupunktur bei Myopie zu konsolidieren.